# 伊藤伝右衛門
伊藤 伝右衛門（旧字体：伊藤󠄁 傳右衞門、いとう でんえもん、1861年1月6日（万延元年11月26日） - 1947年（昭和22年）12月15日）は、明治・大正・昭和時代の福岡県筑豊の実業家・炭鉱主。伝右エ門とも。
2番目の妻・燁子（「あきこ」柳原白蓮）との離婚劇・白蓮事件でその名を知られる。

## 生涯
※年齢は満年齢で記す。

### 生い立ち
江戸時代も終焉に向かう幕末の頃、桜田門外の変が起きた年に筑前国穂波郡大谷村幸袋（現・福岡県飯塚市幸袋）で、伊藤伝六と正妻・ヨシの間の長男として生まれる。幼名は吉五郎。父の伝六は目明かし（岡っ引き）であったが、大勢の子分を養わなければならない目明かし業での暮らしは貧しく、日々の食事に木の芽や草の芽を探し、蚊帳すら質に出す生活の中、幼い伝右衛門は寺子屋に通う事もなかった。母・ヨシは伝右衛門が7歳の時に死去。さらに父・伝六の病のため、8歳の時に妹・キタとそれぞれ親類宅へ預けられる。伝右衛門はその家の納屋で寝起きして、田畑を耕し使い走りなどして暮らした。
妹は預けられ先の養女となり、伝右衛門は10歳で病が癒えた父の元に戻り、呉服屋「丸屋」に丁稚奉公に出る。忙しさから寺子屋に通うこともなく、無筆となる。伝六は目明かし業では食べていけない事から頼母子講で元手を作り、「魚の問屋」と露天掘りを始める。当時石炭掘りは軽蔑の対象で、結婚も禁忌されるほど蔑視されていた。13歳の伝右衛門も丸屋を辞め、父の仕事の働き手となる。水揚げされた魚を馬や天秤棒で八里（32キロ）の距離を運んでセリに出し、農家で買い付けた卵売りもした。また遠賀川から芦屋海岸まで石炭を運ぶ船頭となる。1877年（明治10年）7月、18歳の時に西南戦争が起こり、日当の高さから父の反対を振り切って軍夫に志願し、官軍方として熊本の激戦地で危険な弾丸運びをした。西南戦争が終わると船頭に戻り、船頭暮らしは2年半ほど続いた。

### 炭坑業の始まり
1880年（明治21年）、狸掘りなどで小規模な炭坑業を行っていた伝六が、相田炭坑を経営する松本潜に資金援助を得て伊岐須炭坑を開く。松本はかつて福岡藩の役人で伝六が目明かし時代の親方であり、伝六が地域の情報に精通していて顔が広く、荒くれ坑夫をまとめる能力を見込まれたと見られる。伝右衛門の幼なじみで船頭や軍夫で共に働いた中野徳次郎も共同で松本の炭坑採掘の助けとなる。伝六・伝右衛門親子が採掘した石炭は安川敬一郎の安川商店に納められた。資金繰りに困ると松本や伝六の遠縁である岩佐専太郎の援助を受けながら、25歳の伝右衛門は肉体的に苛酷な採掘に従事し、父と共に最初の炭坑経営を軌道に乗せた。
ようやく生活も安定し始め、1888年（明治21年）10月、那珂郡春吉村の旧士族辻徳八の長女・ハルと結婚する。筑豊炭田は1889年（明治22年）の国の施策「選定抗区」制によって大規模な炭坑が形成されるようになり、地場大手に貝島太助・麻生太吉・安川敬一郎の筑豊御三家が形成され、中央から三井・三菱など大手資本が進出する。日清戦争での軍備増強に供えて八幡製鐵所が建設されると、鉄の精錬に必要な石炭が求められ、松本潜が経営する高雄炭抗の石炭が選ばれる。1899年（明治32年）、松本は高雄一・二抗の譲渡金の大半を伝六と徳次郎に分配した。同年に父伝六が病没し、伝右衛門は40歳で家督を継いで独り立ちとなり、譲渡資金を元手に事業を拡大していった。1896年（明治29年）、炭坑諸機械を製造する合資会社・幸袋工作所を創立し、社長に就任する。

### 炭坑王へ
1901年（明治34年）嘉穂銀行取締役に就任。1903年（明治36年）3月、中野徳次郎の後を継ぐ形で政友会より衆議院議員に出馬して当選、1907年（明治41年）まで2期務める。議員の業績としては、鉱業法での政府案の重税負担を改正、洪水を起こした遠賀川大改修の陳情に成功した。1904年（明治37年）に第十七銀行（福岡銀行前身）取締役となる。1905年（明治38年）中野徳次郎と共同経営であった牟田抗区が単独経営となり、初めて独立した坑主となる。
牟田炭坑は見込みがないとされ、坑夫もケンカや殺人など悪評が高く、さらに大断層にぶつかっており切り抜いても目的の炭層が出るかも分からない状態であった。伝右衛門は炭坑の改革に取り組み、命の危険がある納屋頭や坑夫の抵抗を治め、大断層の切り抜きを成功させると、抜けた先には良質の炭層が表れた。時は日露戦争であり、良質の石炭は飛ぶように売れて伊藤家の基礎となる巨万の富を生んだ。さらに事業を拡大し、1905年（明治38年）、中間市の中鶴炭坑を十七銀行から買い取った。中鶴炭坑は終生、伝右衛門の炭坑経営の中核となる。続いて第二新手炭坑を取得。この中鶴と第二新手には見込みがないとして、炭坑業の先輩である貝島太助と麻生太吉が反対するが、伝右衛門は2人の忠告を振り切って取得に乗り出す。経営者の交代による坑夫達の激しい抵抗は時には刃傷沙汰になる事もあり、伝右衛門は懐に短刀を隠し持って交渉にあたり、経営を成功させる。

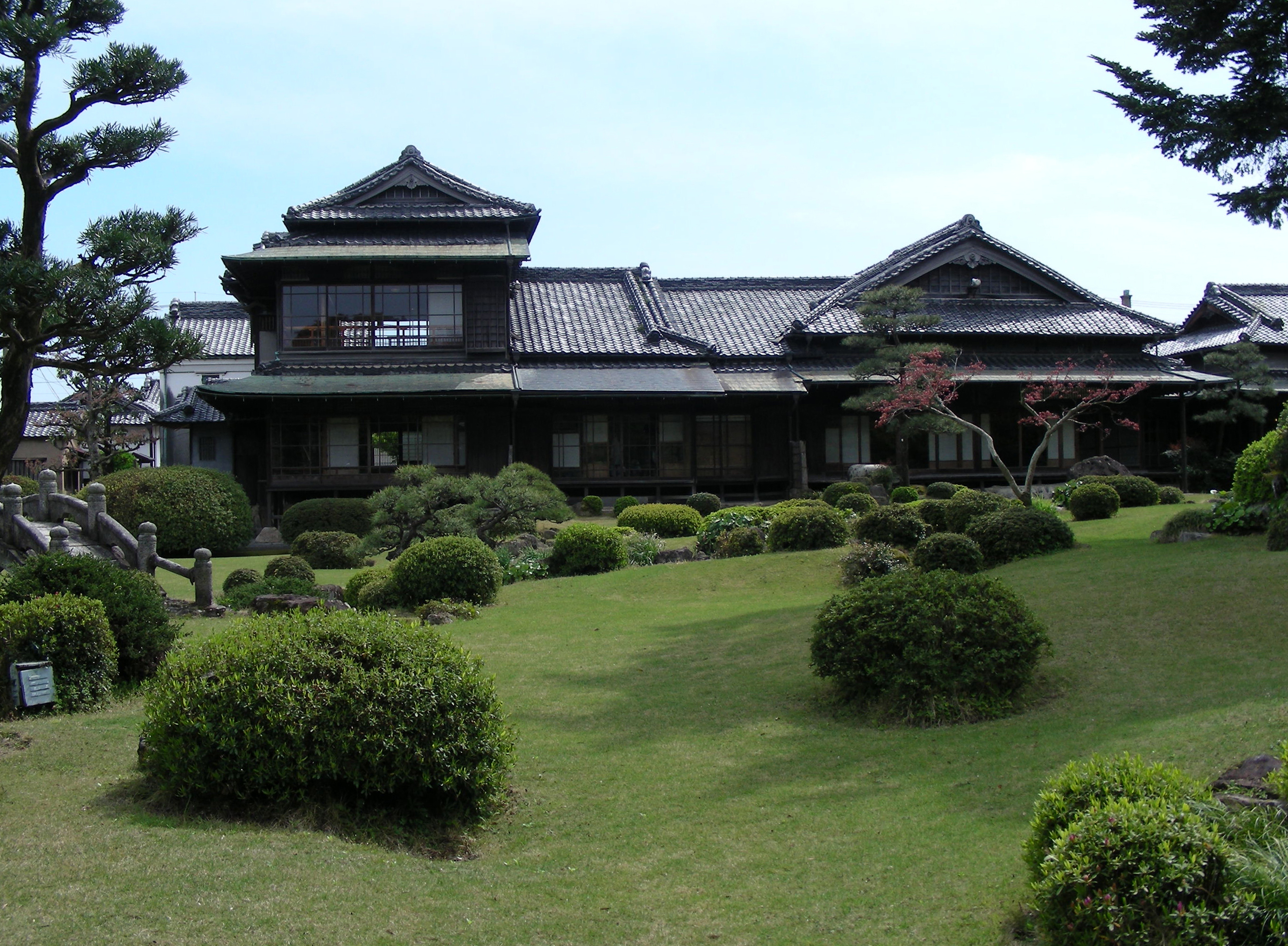
飯塚市幸袋の旧伊藤伝右衛門邸

1906年（明治39年）勲四等旭日章受章。1909年（明治42年）に筑豊を代表する大炭坑主と認められる筑豊石炭鉱業組合の常議員となる。1910年（明治43年）嘉穂郡立技芸女学校（福岡県立嘉穂東高等学校の前身）の創設にあたり資金を寄付。1904年（明治37年）の日露戦争を前後として筑豊炭坑時代全盛を迎え、明治43・44年に伝右衛門が所有する中鶴・牟田・新手・泉水四つの採掘高で筑豊炭坑五指に入り、「炭坑王」の仲間入りとなる。
1910年（明治43年）5月、妻ハルが死去。翌1911年（明治44年）2月、柳原義光伯爵の妹である柳原燁子と再婚する。

### 大正時代
1914年（大正3年）、炭坑業で他の中央大手より出遅れていた古河鉱業と提携して大正鉱業株式会社を設立、社長に就任する。採掘を伊藤、古河が販売を担った。この年に第一次世界大戦が勃発し、大戦景気に押し上げられて石炭界も好景気となり、大正5年の筑豊炭坑会社の生産額で大正鉱業は5番手に名が見られる。1915年（大正4年）には社団法人伊藤育英会を設立し、基本金20万円を寄付。1916年（大正5年）に大分県別府市に豪華な別荘を建築する。
一方、増産に拍車がかかるに伴い炭坑事故が多発し、伝右衛門の中鶴炭坑でも1918年（大正7年）にガス爆発を起こして死者27名を出した。炭坑夫は賃上げを要求してストライキを起こすなど、伝右衛門が初めて経験する大惨事であった。インフレによる米騒動が富山県で起こり、筑豊にも波及して各炭坑で軍隊が出動するほどの暴動が多発した。また好景気の影響で汚職もはびこり、筑豊疑獄事件で大規模な捜査が行われ、大正鉱業も捜査を受けている。
同年12月、幸袋工作所が合資会社から株式会社に改組となり、伝右衛門が社長に就任した。1920年（大正9年）大戦景気の反動による戦後恐慌が起こり、石炭の需要も急減して炭坑界も打撃を受ける。伝右衛門は幸袋工作所の職工解雇問題でこじれ、賃上げ要求のストライキなど難題に直面した。
1921年（大正10年）、天神町の別邸を増築し、美術品の襖絵を瓦の重量から守るために代わりに銅で屋根を葺いた豪勢な「銅御殿」を建設、その落成間もない11月に白蓮事件が起こり、61歳の伝右衛門は結婚から10年で燁子と離婚した。

### 昭和時代
不況により全国的に労働争議が多発し、伝右衛門の大正鉱業・幸袋工作所でも1926年（大正15年）頃からストライキが続き、また1924年（大正13年）に創立した博多コースター株式会社での労働争議では、天神の別邸を争議団に襲われる事件が起こっている。コースターは1928年（昭和2年）に手放し、炭坑業に専念する。
1927年（昭和2年）7月に火災で銅御殿が焼失。敷地内に新しい邸を建て直すも、時勢もあり以前ほどの規模ではなかった。1930年（昭和5年）には世界恐慌の影響が日本にも波及し、伝右衛門の炭坑でも事業の合理化や整理が行われた。1931年（昭和6年）9月に満州事変が起こり、翌年の第一次上海事変の影響で大陸から閉め出された撫順炭が国内に流入し、国内炭坑は打撃を受けるが、軍備増強により1933年（昭和8年）から活気を取り戻してくる。
1933年（昭和8年）嘉穂銀行・嘉穂貯蓄銀行頭取。1934年（昭和9年）博多株式取引所理事。1936年（昭和11年）に宝珠山鉱業設立。伝右衛門の宝珠山炭坑は事故がなく、独自の浄化装置で川を汚さず坑夫住宅が近代的な設備で注目される。幸袋小学校に講堂を新築寄付。1937年（昭和12年）7月に日中戦争が起き、その前後から炭坑は国防一色となる。
1938年（昭和13年）1月、幸袋工作所常務で娘婿の伊藤秀三郎が自動車事故で死亡、翌1939年（昭和14年）6月には大正鉱業副社長伊藤金次が病死し、後継者の二本柱であった2人を立て続けに失う不幸に見舞われた。また中鶴一坑でガスによる死亡事故など、不運が続く中80歳を迎えた。
1941年（昭和16年）6月、別府の別荘を海軍に献納する。この年の12月に太平洋戦争が始まり、国を挙げての石炭の増産・確保運動が行われる。1943年（昭和18年）3月、伝右衛門は県下の各神社に詣で皇軍戦勝と武運長久を祈願し、12月には国防献金として陸海軍に飛行機を献納した。1944年（昭和19年）に大正鉱業は軍需会社に指定される。1945年（昭和20年）、十七、筑邦、嘉穂、福岡貯蓄の四行合併にあたり、各行の思惑が絡む中難しい調整を行い、福岡銀行設立を実現させた。6月の福岡大空襲により天神別邸を焼失。

### 終戦
1945年（昭和20年）8月に終戦。翌年の1946年（昭和21年）、幸袋工作所社長を辞任。戦時下の乱掘や災害で荒廃した筑豊炭鉱が、戦後復興の役割を担って再び動き始めた1947年（昭和22年）12月15日、伝右衛門は幸袋の自宅で死去した。享年86。明治・大正・昭和を生きた筑豊最後の炭坑王であった。伝右衛門亡き後、大正鉱業社長に養嗣子・伊藤八郎が就任し、幸袋工作所社長には亡き伊藤秀三郎の長男・傳之祐が就任した。
その後、石炭時代の終わりと共に大正鉱業は1964年（昭和39年）12月に閉鎖した。幸袋工作所は1963年（昭和38年）5月、社長・伊藤傳之祐の退陣後、日鉄鉱業の傘下となり、幸袋の自邸と共に伊藤家の手を離れた。
幸袋の本邸は市民の保存運動により飯塚市所有となり、2006年（平成18年）1月26日に飯塚市有形文化財に指定され、翌年の2007年（平成7年）から「旧伊藤伝右衛門邸」として有料で一般公開されている。続いて庭園が2011年（平成23年）9月21日に「旧伊藤伝右エ門氏庭園」として国の名勝に指定された。
伝右衛門の墓は幸袋本邸近くの伊藤一族の墓所にある。

## 再婚と離婚劇

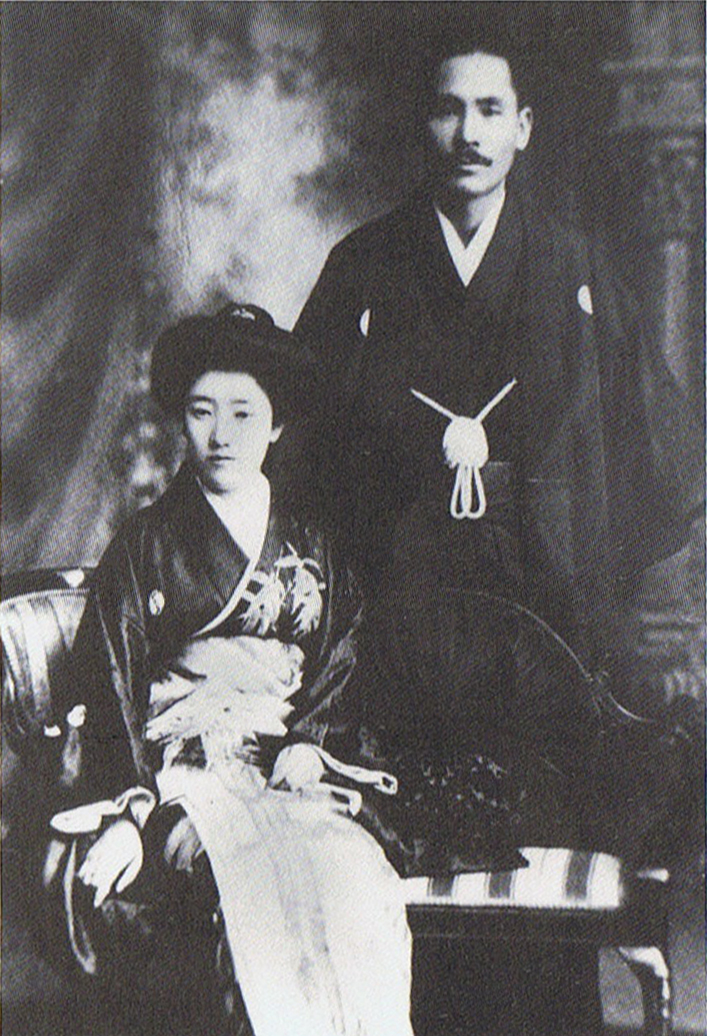
1911年（明治44年）3月、伊藤伝右衛門と柳原燁子・結婚写真

1910年（明治43年）5月に妻のハルが死去した後、伝右衛門のもとには数多くの再婚話が持ち込まれてきた。旧土佐藩主山内伯爵家の令嬢と決まりかけたが、年の差があり過ぎるという理由で断られた。これを聞いた富田敬次郎海軍大佐が幸袋の絞り染め講習師・古賀万太郎を通して得能通要（得能良介の息子）を仲人に、伝右衛門と燁子の見合いを持ちかけた。
ハルの死から9ヶ月後、1911年（明治44年）2月に伯爵・柳原前光の娘・燁子と結婚した。共に再婚で、伝右衛門は50歳、燁子は25歳（数え52歳と27歳）と親子ほどの年齢差があり、富豪ではあっても「素性卑しき炭掘り男」と蔑まれる労働者上がりの伝右衛門と伯爵令嬢との結婚は異例の事で、炭坑の成金が華族の姫を金で買ったと新聞で格好の話題となった。年齢・身分・教養とあまりに隔たりが大きいこの結婚の背景には、貴族院議員である燁子の兄・義光の選挙資金目的と、伝右衛門側の名門との結びつきを求める利害の一致、また仲介者が三菱鉱山の実力者である高田正久という政略的なものがあったと見られている。
伝右衛門は飯塚市幸袋の本邸を改築して燁子を迎え、食事や言葉遣いといった家風改革や子供の縁組みなど燁子の希望を出来る限り受け入れた。燁子の世話で1915年（大正4年）には娘の静子の婿養子に堀井秀三郎（赤穂浪士・片岡源五右衛門の子孫）を迎え、1918年（大正7年）には異母妹である初枝の婿養子に山沢静吾男爵の子息・鉄五郎を迎えた。和歌など無縁なものであったが、伊藤家の農園で燁子が中秋名月の歌会を開いた時には、その席に出て客の接待に当たった事もあった。また福岡市天神町と別府市山の手に「あかがね御殿」と称された豪奢な別邸を造営して歌人として自由に活動させ、歌集の出版資金を出したりもしている。
だが、結婚当初から伯爵家の令嬢として育った文化人肌の燁子と叩き上げの実業家で川筋気質、女性関係の出入り激しい伝右衛門の夫婦仲は冷たいものがあった。伊藤家には伝右衛門の妾である女中も共に暮らして家政を取り仕切っており、彼女らとの関係でも燁子は苦悩した。また伝右衛門の実子は妾腹の娘・静子1人（母は伊藤家近くの栗田家の末娘・キヨ）で、前妻ハルとの間に子はなく、ハルの存命中から妹・日高キタの子供の金次、その弟の八郎を養子に迎えていた（八郎は戸籍上金次の子として入籍されている）。また燁子と再婚する前に手切れ金を渡して別れた妾のつねも養女として伊藤の籍に入れている。伝右衛門は若い頃の放蕩が原因で新たに子供は出来ない身体であり、燁子は複雑な家庭の中にあって実子を持たない妻の立場の不安を常に抱えていた。養子の金次が伊藤家の相続人に立てられ、大正7年に結婚した妻の艶子（深川製磁社長の長女）に男子が産まれた時など、たまにしか顔を合わせない嫁の艶子を徹底的に嫌い抜くなど、己の立場が脅かされる事態に対して燁子はヒステリックになり、伝右衛門を悩ませた。養子や妾の問題は先妻ハルの時代にもあり、金次を養子に迎えた頃、ハルは自分の血縁の甥を家に入れて可愛がり、金次につらく当たって金次は何度か家出をした事があったという。妾である女中頭と対立する燁子に対し、伝右衛門は前妻のハルと妾のつねは姉妹のように仲良くしていたと考え、燁子にもそれを求めたが、実際にはハルはつねと会えば熱が上がり、自分が死んだらつねが後妻に収まるだろうと苦悩しており、つねにも日陰の身の苦しみがあったという。

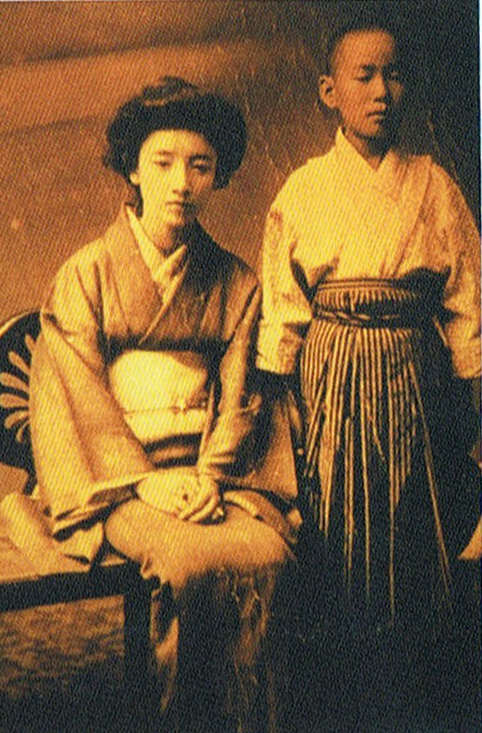
1914年（大正3年）頃、燁子と11歳の八郎

大正鉱業の二代目を継いだ伊藤八郎は、6歳の時から10年間燁子を継母として育ち、妻を燁子の縁者にあたる冷泉家から迎えており、伝右衛門と燁子双方の立場に立って、後に記した『わが家の小史』の中で2人の結婚生活を以下のように振り返っている。
「・・父が胃潰瘍で天神町の別邸で療養していたのはその翌年の春か夏であったろう。前記の鉱区訴訟問題で苦悩していたのではないだろうか。更に私の勝手な想像を加えると継母と結婚して一年前後の頃に当たる。継母は継母なりに全く異質の地域と家庭に1人で嫁して大変な苦心があったであろうし、父は父として外見的には華やかな結婚をしたものの、継母と家庭、また家庭をとりまく周囲との間で大変な心労をしたのであろう。顔に出すものはいなかったであろうが、周囲の人々は1人としてこの結婚を内心祝福してはいなかったと思う。若い頃の父は表面にやさしさを出す様な処はなかったが、内心はナイーブな処があって、このことでも心労していたことと思う・・」—伊藤八郎、『わが家の小史』1987年
苦悩の果てに燁子が伊藤家を出奔した白蓮事件で再び世を騒がせる事になった伝右衛門は、騒動の最中に新聞記者による反論記事が出された以外は、制裁を加えろと息巻く血気盛んなヤマの男達を「手出しは許さん」と一喝して押し止め、「一度は惚れた女だから」として一族にも「末代まで一言の弁明も無用」と言い渡し、事件後は一切の非難も弁明もしなかった。ただ一言、身近な者に「燁子は学問をし過ぎた」と漏らしたという。燁子が取り入れた洋食や女中らにしつけた言葉遣いなどの習慣はその後も伊藤家に残った。
燁子との離婚後、新たに妻を迎える事はなかったが、長年の京都の妾であった野口さとが晩年の伝右衛門に寄り添った。さとは妾の立場にありながら燁子にも信頼を寄せられ、伊藤家で孤立する燁子の依頼で妹のおゆうを福岡幸袋に行かせるなどしていた。伝右衛門から京都で料亭「伊里」（屋号は伊藤の「伊」と「里」から）の経営を任され、そこは伝右衛門と燁子の定宿となっていた。2人の離婚後も、燁子との交流は続いた。伝右衛門の没後は生前の遺言通り西本願寺大谷本廟に伝右衛門の墓を建立し、手厚く供養した。

## エピソード
- 無学文盲故に時々珍奇な発言もあり、坑夫言葉の「着炭」（石炭層を掘り当てた、と言う意味）を目的地に着くことを指す言葉と解していたため、衆議院議員時代に上京した際、無事に到着した事を地元に伝える電報でワレチャクタンス（我着炭す）と送った事から「着炭代議士」のあだ名が付いた[3]。また「伝ねむ」の愛称でも呼ばれた。伊藤八郎の回想によれば、伝右衛門は抜群の記憶力で、メモをしなくてもすべて頭の中に記されており、慎重な判断をする実務肌であったという。学校へ行かずとも、生活の糧を得る日常そのものが日々学問であり、その点でも燁子の文学の世界など到底理解できない事であろうと語っている。
- 太宰府天満宮の二の鳥居は伝右衛門が明治45年に奉納したものである。また宮地嶽神社にも喜寿を記念して鳥居を贈っている。
- 幸袋に伊藤農園を開き、果樹や野菜の合理的栽培を研究し、当時の模範的農園として名高かった[4]。
- 別府の別邸は第二次大戦後、米軍に接収されて宿舎や社交クラブに使用されたのち、ホテルとなり、1979年に取り壊されて宅地となった。分譲地隅にある公園に白蓮の歌碑がある[5]。

## 年譜
- 1861年 誕生
- 1868年 母死去
- 1869年 父の病気のため妹ともに親戚宅へ預けられる。鉱山解放令により、誰でも炭坑採掘ができるようになる
- 1871年 父の元に戻り、奉公に出る
- 1873年 日本坑法公布され、採掘許可制始まる
- 1874年 奉公先を辞め、魚売りと石炭掘りの父を手伝う
- 1877年 西南戦争に志願し、軍夫になる。戦争終結後、船頭に。
- 1881年 杉山徳三郎の考案で掘削方式が近代化され、筑豊の出炭量が増え始める
- 1886年 石炭御三家（麻生、安川、貝島）がこのころ遠賀川流域で相次いで炭坑を開く
- 1887年 父・伝六と炭坑経営始める。伊岐須炭坑開発。
- 1888年 ハルと結婚
- 1893年 安川敬一郎、松本潜とともに相田炭坑共同開発
- 1894年 日清戦争勃発、石炭の需要が高まる
- 1896年 炭坑機械器具制作の幸袋工作所を創立し、社長になる
- 1898年 鎮西村に牟田炭坑を開く
- 1899年 父死亡。八幡製鉄所に伊岐須炭坑を売却し、多額の資金を得る。このころ妾との間に娘・静子生まれる。
- 1901年 嘉穂銀行取締役に就任
- 1903年 衆議院議員になる
- 1904年 第十七銀行取締役就任。日露戦争勃発、さらに石炭需要が増える
- 1906年 勲四等旭日章受賞。条件が悪いと敬遠されていた中鶴炭坑開発に成功し石炭王として広く認知される。その後も相次いで炭坑を開く
- 1909年 筑豊石炭鉱業組合常議員就任
- 1910年 妻ハル死去。嘉穂郡立技芸女学校創立に資金援助
- 1911年 柳原燁子と結婚
- 1912年 嘉穂郡立技芸女学校、飯塚実科高等女学校に改名
- 1914年 第一次世界大戦勃発で、石炭需要がさらに高まる。所有する全炭坑をまとめ、古川鉱業と共同出資で大正鉱業株式会社を設立、社長に就任。
- 1915年 社団法人伊藤育英会を設立。娘・静子結婚。別府に別荘建築。
- 1918年 中鶴炭坑でガス爆発、ストライキが起こる。異母妹・初枝結婚
- 1919年 幸袋工作所に付属の職工学校を設立。飯塚実科高等女学校、県立嘉穂高等女学校へ移行。
- 1920年 戦後恐慌により石炭業界も大打撃を受ける
- 1921年 燁子と離婚。天神別邸落成。
- 1927年 天神別邸焼失
- 1929年 世界恐慌
- 1931年 満州事変勃発
- 1933年 麻生太吉死去に伴い、嘉穂銀行・嘉穂貯蓄銀行頭取を引き継ぐ
- 1934年 博多株式取引所理事
- 1936年 宝珠山鉱業設立。幸袋小学校に講堂寄付
- 1937年 日中戦争勃発。伊藤合名会社設立[5]。
- 1938年 娘婿死亡
- 1939年 養子の金次死亡
- 1940年 別府の別荘を海軍に献納。第二次世界大戦勃発
- 1943年 陸海軍に飛行機を献納
- 1944年 大正鉱業、軍需会社に指定される
- 1945年 福岡大空襲により天神の別邸焼失
- 1946年 幸袋工作所社長を辞任
- 1947年 死去

## 家族
- 父:伝六
- 母:ヨシ（浅野儀七の娘[1]）
- 妹:キタ（叔父の周平の養女となる[1]）
- 異母妹:初枝（男爵山沢静吾の子・鉄五郎を婿に迎える）
- 先妻:ハル（那珂郡春吉村出身。士族の娘。45歳で病死[1]）
- 後妻:柳原白蓮
- 実子:静子（妾・栗田キヨとの娘）
- 養子:金次（妹キタの三男[1]。深川製磁社長の長女・艶子と結婚。伝右衛門の会社・大正鉱業株の副社長を務めていたが病死）
- 養子:八郎（妹キタの八男[1]）
- 妾:栗田キヨ、女中頭サキ、つね、野口さと、野口ゆう

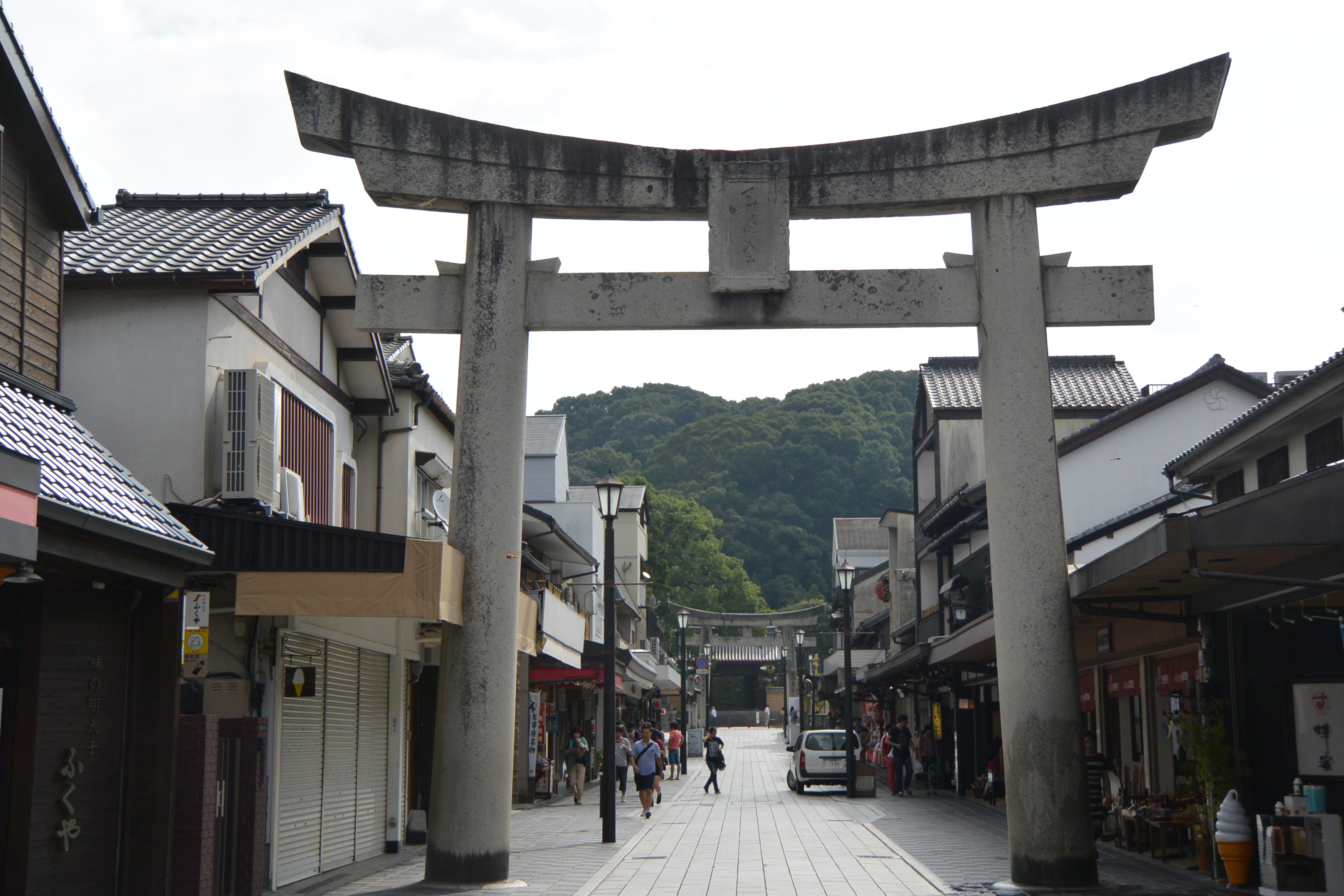
太宰府天満宮の二の鳥居、裏側に寄進者の伝右衛門の名がある。
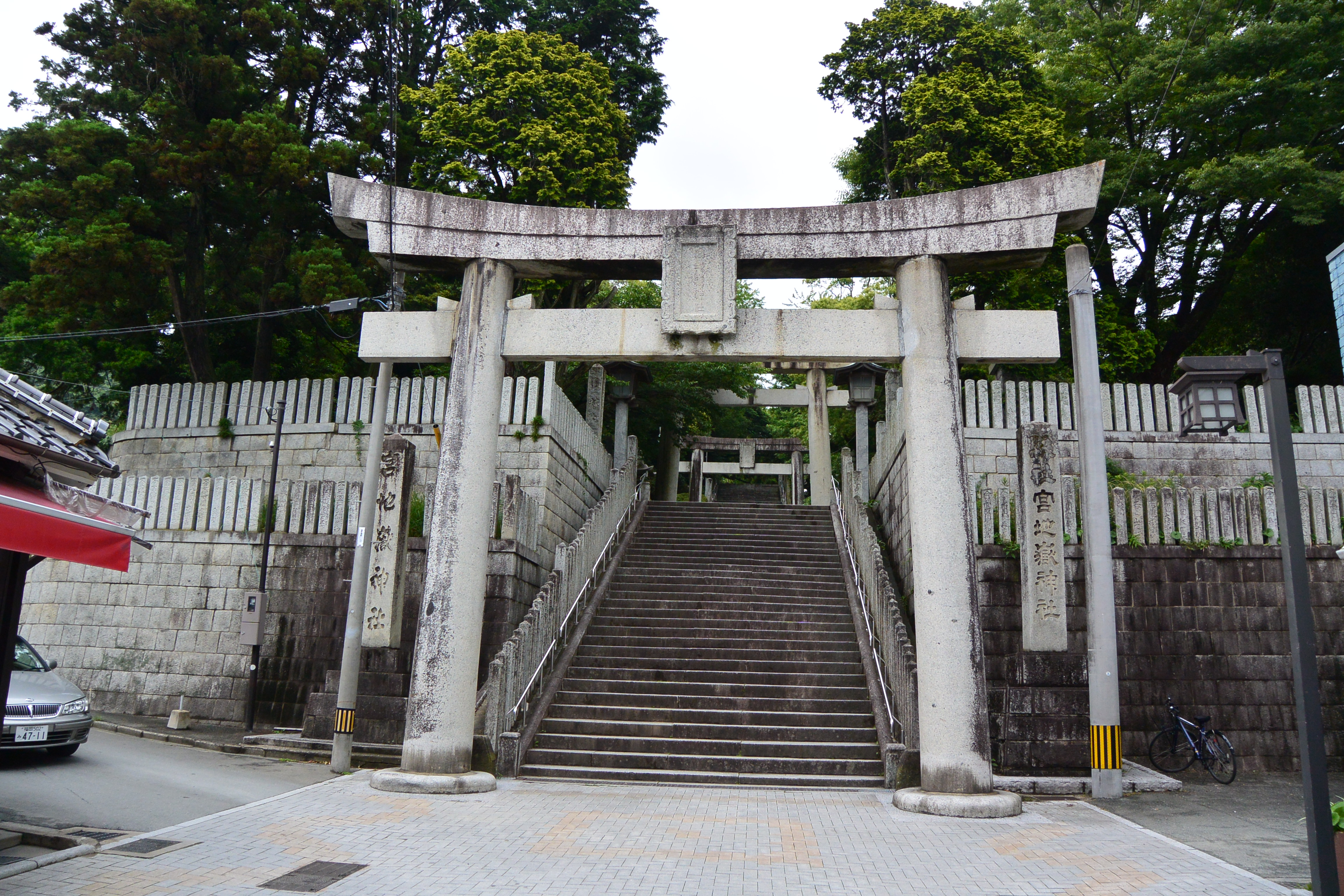
宮地嶽神社の正面にある伝右衛門が寄進した鳥居

## 伝右衛門をモデルにした作品
- 映画『麗人』1946年、井坂伝助（進藤英太郎）として[6]
- ドラマ『花子とアン』2014年、嘉納伝助（吉田鋼太郎）として